# Urban Fuchs
Urban Fuchs (* 27. Juli 1957) ist ein ehemaliger Schweizer Radrennfahrer und nationaler Meister im Radsport.

## Sportliche Laufbahn
Fuchs war im Strassenradsport aktiv. 1978 siegte er in der nationalen Meisterschaft im Strassenrennen der Amateure und kam in der Meisterschaft von Zürich im Amateurrennen hinter Urs Berger auf den zweiten Platz. Mit der Nationalmannschaft bestritt er 1979 die Tour de l’Avenir. Dort wurde er 38. der Gesamtwertung. 1978 wurde er 23. in der Österreich-Rundfahrt. 1980 war er im Etappenrennen Tour de la Nouvelle-Calédonie erfolgreich.